# 정지년
정지년(鄭知年, 1395년~1462년) 조선 초기의 문신, 학자. 자(字)는 유영(有永), 호는 노송정(老松亭), 망칠(望七)이다. 본관은 경주(慶州)이다. 1438년(세종 20) 문과에 급제하고 여러 벼슬을 지낸 뒤 중훈대부(中訓大夫) 성균관 사예(城均館司藝)를 거쳐 한림원(翰林院)에 들었다.
증이조판서(贈吏曹判書) 정염(鄭濂)의 아들이고 증병조참판(贈兵曹參判) 정인검(鄭仁儉)의 손자이다. 사후 좌찬성에 증직되고 계림군(鷄林君)에 추봉되었다.

## 생애
- 음서로 관직에 올랐다.
- 1438년(세종 20) 교도(敎導)로 재직 중 식년 문과에서 하위지(河緯地)·성삼문(成三問) 등과 함께 급제하였다.
- 1443년(세종 25) 양현고를 담당하던 중 쌀을 몰래 가져다 쓴 일로 탄핵되었다가 용서를 받기도 했다.
- 1451년(문종 1) 성균관사예(司藝)를 지냈다.
- 중훈대부(中訓大夫) 성균관사예로 있을 때 단종이 강제로 손위(遜位)하자 전리(田里)로 퇴거하여 경서(經書) 연구에 전념하였다. 정자 이름을 노송정이라 하고, 자호(自號)를 망칠(望七)이라 하였는데, 육현(六賢)에 하나를 첨가한다는 뜻이다.
- 1457년(세조 3) 주부 벼슬을 하던 중에, 좌익 원종공신 3등에 녹훈되었다. 뒤에 의정부좌찬성에 증직되었다.

## 가족 관계
- 조부: 정인검(鄭仁儉)
- 부: 정렴(鄭廉)
- 모: 최씨(崔氏, 최묵(崔默)의 딸
- 부인 : 영광(靈光)주씨, 현감(縣監) 주창(周昶)의 딸
- 아들: 정효항(鄭孝恒)
- 며느리: 진주강씨, 사정(司正) 강자위(姜自渭)의 딸
- 아들: 정효상(鄭孝常)
- 아들: 정효종(鄭孝終)
- 아들: 정효본(鄭孝本)
- 외조부: 최묵(崔默)
- 장인: 주창(周昶)

## 같이 보기
- 좌익공신
- 원종공신
- 정승복